# Нижнеалександровский сельсовет
Нижнеалекса́ндровский сельсове́т — упразднённое муниципальное образование в составе Минераловодского района Ставропольского края Российской Федерации.
Административный центр — село Нижняя Александровка.

## География
Территория Нижнеалександровского сельсовета располагалась в северо-западной части Минераловодского района, у подножия северного склона балки Карамык, вытянувшись вдоль небольшой речки Мокрый Карамык. Природные ресурсы представлены в основном плодородными почвами — чернозём, частично солеными почвами, на которых произрастает скудная растительность. Имеются так же лесные полосы и малые пролески. Общая площадь — 11859 га.

## История
Законом Ставропольского края от 28 мая 2015 года № 51-кз, все муниципальные образования, входящие в состав Минераловодского муниципального района Ставропольского края (Минераловодского территориального муниципального образования Ставропольского края) — городские поселения Минеральные Воды, посёлок Анджиевский, сельские поселения Гражданский сельсовет, село Греческое, Левокумский сельсовет, Ленинский сельсовет, Марьино-Колодцевский сельсовет, село Нагутское, Нижнеалександровский сельсовет, Первомайский сельсовет, Перевальненский сельсовет, Побегайловский сельсовет, Прикумский сельсовет, Розовский сельсовет и Ульяновский сельсовет были преобразованы, путём их объединения, в Минераловодский городской округ.

## Население
| 1989 | 2002  | 2010  | 2011  | 2012  | 2013  | 2014  | 2015  |
| ---- | ----- | ----- | ----- | ----- | ----- | ----- | ----- |
| 1457 | ↗1540 | ↗1639 | ↘1637 | ↘1602 | ↗1609 | ↘1562 | ↗1573 |

## Состав сельского поселения
До упразднения Нижнеалександровского сельсовета в состав его территории в административном отношении входили 3 населённых пункта:
| № | Населённый пункт     | Тип населённого пункта       | Население |
| - | -------------------- | ---------------------------- | --------- |
| 1 | Западный Карамык     | хутор                        | ↘16       |
| 2 | Нижняя Александровка | село, административный центр | ↘1489     |
| 3 | Новомирский          | хутор                        | ↘33       |

## Органы власти
Представительный орган — Дума Нижнеалександровского сельсовета — состояла из 10 депутатов, избираемых на муниципальных выборах по многомандатному избирательному округу.